# Liste der Monuments historiques in Malbrans
Die Liste der Monuments historiques in Malbrans führt die Monuments historiques in der französischen Gemeinde Malbrans auf.

## Liste der Objekte
| Bezeichnung                      | Beschreibung                                                                                              | Standort                             | Kennzeichnung | Schutzstatus | Datum | Bild           |
| -------------------------------- | --- | ------------------------------------ | ------------- | ------------ | ----- | -------------- |
| Ziegelei von Les Combes de Punay | um 1845 erbaut, von 1934 bis 1965 Sägewerk, danach stillgelegt; die Gebäude weitgehend im Originalzustand | östlich des Ortes an der D 67 (Lage) | PA00101667    | Inscrit      | 1979  | weitere Bilder |